# Ralf Dahrendorf
Ralf Gustav Dahrendorf (Hamburg, 1 mei 1929 – Keulen, 17 juni 2009) was een Duits-Brits socioloog en politicus.
Dahrendorf studeerde tussen 1947 en 1952 filosofie, klassieke filologie en sociologie in Hamburg. In 1952 behaalde hij zijn doctoraat. Hij studeerde vervolgens verder aan de London School of Economics.
In 1957 begon hij te doceren aan de universiteit Hamburg, in 1960 aan de universiteit van Tübingen en in 1966 aan de universiteit van Konstanz, waar hij bleef tot 1969. Hij was de auteur van belangrijke werken over klassenconflicten in de industriële maatschappij (1973) en over de problemen van de post-kapitalistische maatschappij.
Van 1969 tot 1970 was Dahrendorf lid van het Duitse parlement namens de Freie Demokratische Partei (FDP) en in 1970 werd hij lid van de Europese Commissie voor onderwijs en wetenschap. Hij was directeur van de London School of Economics en tussen 1987 en 1997 deken van het St. Antony's College van de Universiteit van Oxford. In 1988 liet hij zich naturaliseren tot Brit. In 1993 werd Dahrendorf door koningin Elizabeth in de Britse adelstand verheven.

## Theorie van het sociaal conflict
Volgens Dahrendorf ligt de ongelijke verdeling van gezag aan de basis van sociale conflicten in de samenleving. Elke sociale klasse heeft een tegengestelde positie tegenover het gezag en de heersende klasse zal zich versterken om zijn positie te behouden en de gedomineerde klasse zal ageren om deze toestand te veranderen. Sociale conflicten zijn dan een strijd om de verdeling van gezag te wijzigen en niet om het bezit van de productiemiddelen zoals gesteld door Karl Marx.

## Werken
- Homo Sociologicus. Ein Versuch zur Geschichte, Bedeutung und Kritik der Kategorie der sozialen Rolle (1959). Wiesbaden, 2010, 17. Auflage, VS Verlag für Sozialwissenschaften
- Die Chancen der Krise: über die Zukunft des Liberalismus, 1983
- Fragmente eines neuen Liberalismus, 1987